# NGC 1
NGC 1 je spirální galaxie nacházející se v souhvězdí Pegase přibližně 211 milionů světelných let od Země. Tato galaxie byla poprvé objevena dne 30. září 1861 Heinrichem d'Arrestem pomocí 11palcového (28 cm) dalekohledu na Kodaňské observatoři.

## Historie pozorování
NGC 1 byla první galaxií, kterou d'Arrest objevil během svého pozorování hlubokého vesmíru. Popsal ji jako „slabou, malou, kruhovou a bez zřetelné koncentrace“. Blízká galaxie NGC 2 nebyla během jeho pozorování odhalena, protože je mnohem slabší.
Její pozice v New General Catalogue je výsledkem faktu, že měla v roce 1860 nejnižší rektascenzi mezi katalogizovanými objekty. Ačkoliv souřadnice objektů od té doby vlivem precesního pohybu změnily své hodnoty, NGC 1 zůstává prvním objektem katalogu.

## Charakteristika
NGC 1 patří mezi galaxie klasifikované jako SABbc, což znamená, že má slabě vyvinutou centrální příčku a její spirální ramena jsou volně vinutá.
Se svým odhadovaným průměrem 140 000 světelných let je NGC 1 srovnatelná s Mléčnou dráhou. Její absolutní magnituda −22,08 znamená, že je 2–3krát jasnější než naše galaxie.
Díky své červené hodnotě posuvu 0,015177 a vztahu Hubbleova zákona byla její vzdálenost od Sluneční soustavy odhadnuta na 211 milionů světelných let.

## Vztah k okolním galaxiím
Přestože NGC 1 a NGC 2 vypadají na obloze blízko sebe, tyto galaxie nejsou fyzicky propojené. NGC 2 se nachází přibližně 320 milionů světelných let od Země, zatímco NGC 1 je vzdálena 211 milionů světelných let.

## Další katalogy
NGC 1 je rovněž uvedena v Uppsala General Catalogue (UGC 57), Principal Galaxies Catalogue (PGC 564) a dalších databázích, kde je označována jako Holm 2A a MCG +04-01-025.